# 道の駅忠類

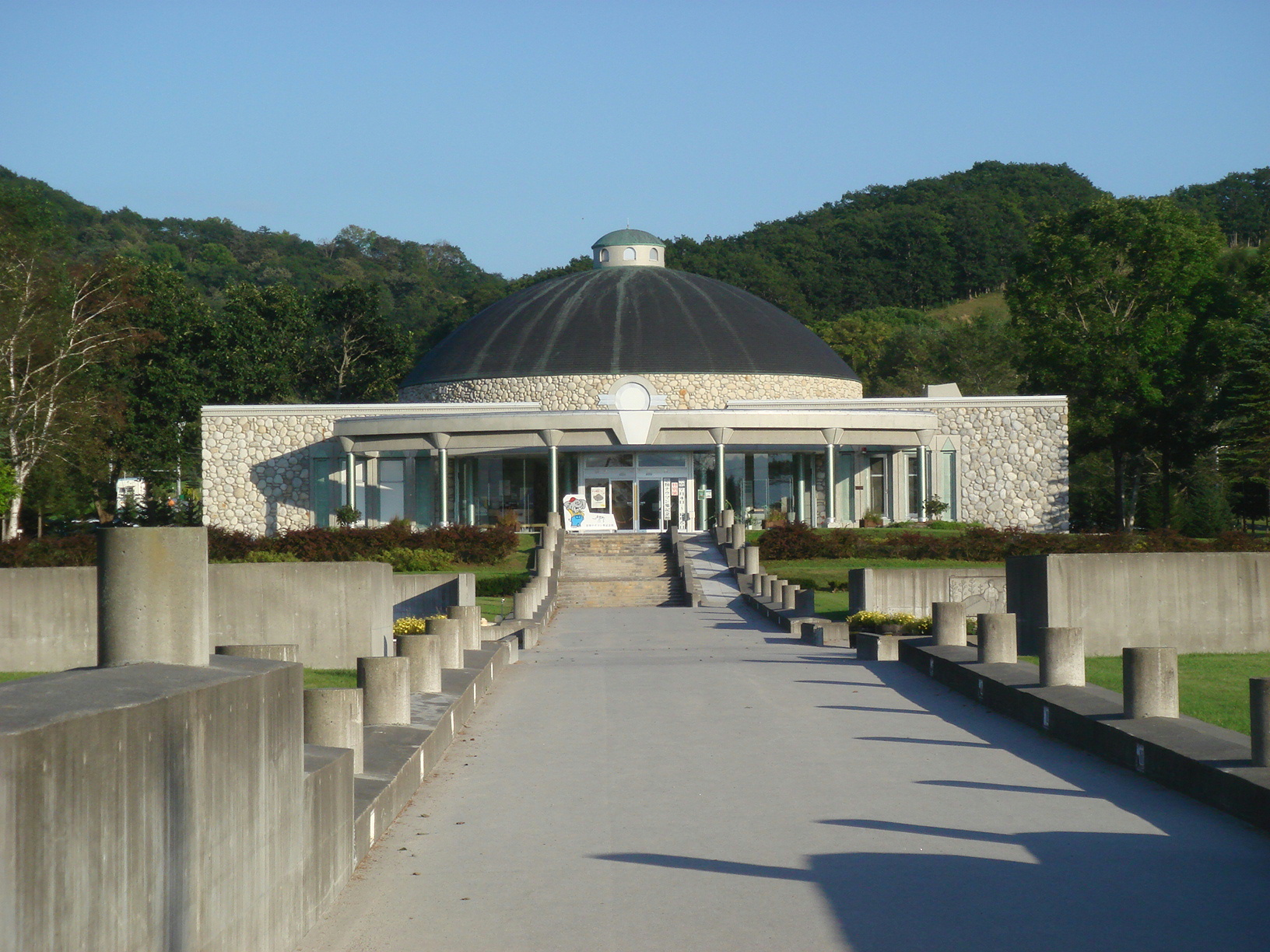
忠類ナウマン象記念館

道の駅忠類（みちのえき ちゅうるい）は、北海道中川郡幕別町にある国道236号の道の駅である。
国土交通省から防災道の駅に選定されている。
ナウマン温泉ホテル「アルコ236」が併設されている。

## 歴史
- 1993年（平成5年）4月22日 - 開駅。

## 主な施設
- 駐車場
  - 普通車：100台
  - 大型車：10台
  - 身障者用：2台
- トイレ
  - 男：大 3器 小 5器
  - 女：7器
  - 身障者用：1器（24時間使用可能）
- 公衆電話：2
- 忠類物産センター（9:00 - 18:00）
  - 特産物販売コーナー（9:00 - 18:00）
  - 休憩所
- ナウマン温泉ホテル「アルコ236」（11:00 - 23:00・最終受付22:30）
  - レストラン「ちゅうるい」（11:00 - 21:00）
- ナウマン公園
- 忠類ナウマン象記念館

## 休館日
- 年末年始（アルコ236は、年中無休）

## アクセス
- 国道236号
- 帯広広尾自動車道忠類IC

## 周辺
- 丸山展望台